# Berndt Hay
Berndt Hay, född 27 november 1864 i Jönköping, död 23 april 1937, var en svensk industriman. Han var son till Anders Bernhard Hay och bror till tennisspelaren Ebba Hay.

## Biografi
Hay blev underlöjtnant vid Smålands husarregemente 1886 och ryttmästare i reserven 1905. Han knöts 1898 till Jönköpings tändsticksfabriks AB och blev 1903 direktör för Jönköpings och Vulcans tändsticksfabriks AB, 1917 direktör i Svenska Tändsticksfabriks AB. Hay var ordförande i Sveriges industriförbund 1916–17. Han innehade även flera kommunala förtroendeuppdrag och var från 1908 kabinettskammarherre.

## Utmärkelser

### Svenska utmärkelser
- Konung Gustaf V:s jubileumsminnestecken med anledning av 70-årsdagen, 1928.[4]
- Kommendör av första klassen av Nordstjärneorden, 6 juni 1922.[5]
- Kommendör av andra klassen av Nordstjärneorden, 5 juni 1915.[6]
- Riddare av Nordstjärneorden, 1909.[7]
- Kommendör av andra klassen av Vasaorden, 5 juni 1915.[8]
- Riddare av första klassen av Vasaorden, 1905.[9]
- Riddare av Carl XIII:s orden, 26 februari 1924.[10]
- Riddare av första klassen av Svärdsorden, 1913.[11]

### Utländska utmärkelser
- Riddare av första klassen av Ryska Sankt Stanislausorden, senast 1915.[12]
- Storofficer av Italienska Sankt Mauritius- och Lazarusorden, senast 1915.[12]
- Kommendör av första klassen av Norska Sankt Olavs orden, tidigast 1918 och senast 1921.[13][14]
- Kommendör av första klassen av Oldenburgska hus- och förtjänstorden, senast 1915.[12]
- Riddare av andra klassen med kraschan av Preussiska Kronorden, senast 1915.[12]
- Kommendör av första klassen av Sachsen-Ernestinska husorden, senast 1915.[12]
- Kommendör av Franska Hederslegionen, senast 1915.[12]